# Lagonglong
Lagonglong is een gemeente in de Filipijnse provincie Misamis Oriental op het eiland Mindanao. Bij de laatste census in 2007 had de gemeente ruim 18 duizend inwoners.

## Geografie

### Bestuurlijke indeling
Lagonglong is onderverdeeld in de volgende 10 barangays:
| - Banglay - Dampil - Gaston - Kabulawan - Kauswagan | - Lumbo - Manaol - Poblacion - Tabok - Umagos |

## Demografie
Lagonglong had bij de census van 2007 een inwoneraantal van 18.372 mensen. Dit zijn 1.490 mensen (8,8%) meer dan bij de vorige census van 2000. De gemiddelde jaarlijkse groei komt daarmee uit op 1,17%, hetgeen lager is dan het landelijk jaarlijks gemiddelde over deze periode (2,04%). Vergeleken met de census van 1995 is het aantal mensen met 3.114 (20,4%) toegenomen.

De bevolkingsdichtheid van Lagonglong was ten tijde van de laatste census, met 18.372 inwoners op 83,78 km², 219,3 mensen per km².